# Салинар

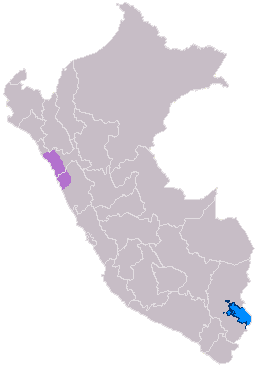
Территория культуры Салинар

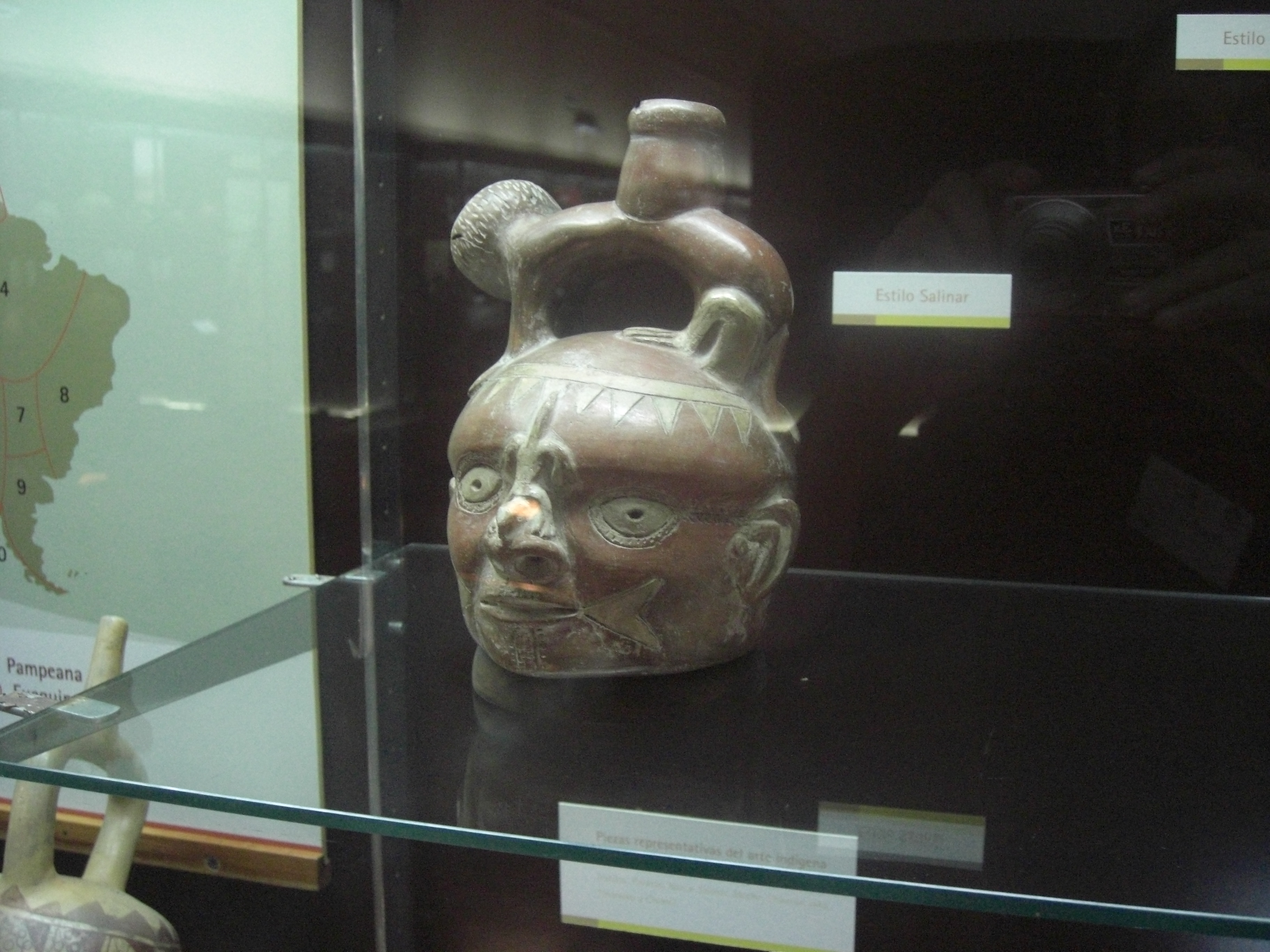
Керамика культуры Салинар. Музей Ла-Платы

Культура Салинар — доколумбова культура в Перу, существовала на прибрежной территории, где сейчас находятся регионы Анкаш и Ла-Либертад.
После упадка чавинской культуры на северном побережье Перу объединились несколько мелких княжеств, которые около V в. до н. э. образовали культуру Салинар.
Салинар по культурным характеристикам занимала промежуточное положение между культурами Куписнике и Моче. В это время в сельском хозяйстве всё большее распространение получали системы ирригации. Поселения обычно были небольшими и изолированными, хотя встречаются и такие поселения, которые можно назвать прото-городами, например, Серро-Арена в долине Моче — крупный археологический объект, содержащий примерно 2000 сооружений из камня на площади в 2 кв. километра, среди которых были жилые помещения, церемониальные и управленческие центры. Также сооружались оборонительные сооружения на возвышенностях, что свидетельствует об обширных войнах в период существования данной культуры.
Жилища обычно были глинобитными, с четырёхугольным основанием, с низкими стенами и деревянными опорами-столбами.
Могилы имели форму удлинённого эллипсоида; трупы укладывались в вытянутом положении со скрещенными ногами и телом, наклонённым вправо, завёрнутые в покрывала вместе с драгоценностями и погребальной керамической утварью, либо просто с золотой пластинкой во рту.
Керамика культуры Салинар представляет собой переход от чёрной к красной керамике с синими рисунками. Продолжается использование украшений в виде насечек. Встречаются как сосуды с ручкой-отростком, так и новый тип сосудов — с ручкой-ушком и фигурным изображением. Среди сосудов-изображений появляются первые эротические мотивы.
Салинарцы добывали медь и сплавляли её с золотом.
Культура выделена в 1930-х гг. Рафаэлем Ларко Ойле (Rafael Larco Hoyle).